# Miss MOONLIGHT
「Miss MOONLIGHT」（ミス ムーンライト） は、日本のロックバンド、黒夢の4枚目のシングル。

## 概要
日本テレビ「ぐるぐるナインティナイン」 エンディングテーマ (当番組の企画でナインティナインの2人がアルバム発売日当日「1995 TOUR feminism PART1初日1995年5月10日 神奈川県民ホール」でのライブで白夢として前説を披露した)。
カップリング曲「DANCE 2 GARNET (toy version)」は『亡骸を…』収録曲のリメイク。

## 収録曲
| 全作詞: 清春、全編曲: 黒夢、佐久間正英。 |                                  |      |      |      |
| #                                        | タイトル                         | 作詞 | 作曲 | 時間 |
| 1.                                       | 「Miss MOONLIGHT」               | 清春 | 清春 | 3:48 |
| 2.                                       | 「DANCE 2 GARNET (toy version)」 | 清春 | 人時 | 4:56 |